# Linguine

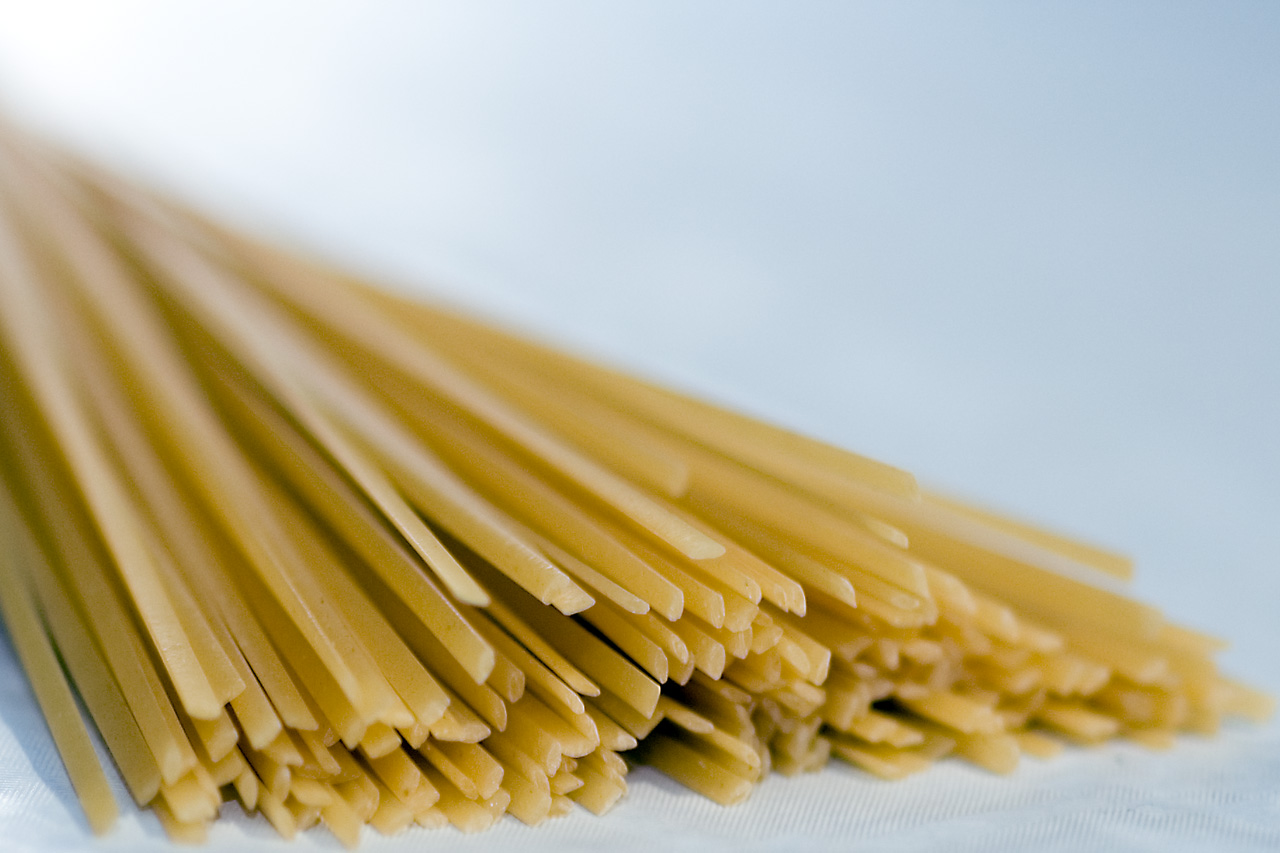
Linguine crues

Linguine, singular "linguina" (italià), és un tipus de pasta italiana similar a una tallarina prima. Les linguine són originàries de la Campània.

## Noms
El nom linguine vol dir "llengüetes" en italià.
Aquesta pasta es coneix sovint amb el nom de "tallarines" en català i es comercialitza també amb aquest nom per part dels productors locals.
Els "tagliolini", un altre tipus de pasta similar comercialitzat sobretot a Itàlia, són pràcticament idèntics però més prims.

## Descripció i usos culinaris
Com a pasta seca les linguine es venen en tires rectes, com si fossin uns espaguetis plans, al contrari que les tagliatelle i les fettuccine que venen en "nius".
Aquest tipus de pasta és ideal per fer de forma senzilla amb salsa de tomàquet i formatge o també a la puttanesca.